# Urban VI
Urban VI (łac. Urbanus VI, właśc. Bartolomeo Prignano; ur. ok. 1318 w Neapolu, zm. 15 października 1389 w Rzymie) – papież w okresie od 8 kwietnia 1378 do 15 października 1389.

## Życiorys

### Wczesne życie
Urodzony w Neapolu. Był specjalistą prawa kanonicznego i arcybiskupem Acerenzy, a następnie Bari. Od 1376 roku był kierownikiem kancelarii papieskiej.

### Wybór na papieża
Kiedy po śmierci Grzegorza XI, rozpoczęło się konklawe (8 kwietnia 1378), na ulicach Rzymu trwały protesty i apele, by nie wybrano Francuza. Zebrany tłum żądał wyboru Rzymianina lub Włocha, gdyż obawiał się powrotu papiestwa do Awinionu. Tego samego dnia, lud wtargnął do pałacu papieskiego i z trudem udało się go stamtąd usunąć. Po tym wydarzeniu, kardynałowie postanowili niemalże jednogłośnie wybrać arcybiskupa Prignano, który przyjął imię Urban VI. Bartolomeo Prignano był ostatnim z papieży, który w chwili wyboru, nie należał do kolegium kardynalskiego.

### Pontyfikat
Urban był niepopularny wśród duchowieństwa, jak i wśród Rzymian, głównie ze względu na swoją agresję i wybuchowość. Jego planem była gruntowna reforma Kurii Rzymskiej i uproszczenie życia kardynalskiego. Kiedy usłyszał propozycję powrotu do Awinionu, Urban zagroził, że mianuje tylu włoskich kardynałów, by podporządkować francuską większość. Doprowadziło to do tego, że 2 sierpnia część kardynałów uznała elekcję Urbana za nieważną i zaproponowali papieżowi by ustąpił. Wkrótce potem kardynałowie udali się do Fondi i tam 20 sierpnia wybrali Roberta z Genewy na antypapieża. Urban i Klemens zaczęli wówczas rozsyłać listy do głów państw europejskich zapewniając, że to oni są właściwymi papieżami. Obaj także nałożyli na siebie wzajemnie ekskomuniki. Francja, Szkocja, Burgundia i Neapol stanęły po stronie Klemensa, natomiast Niemcy, Anglia, część Włoch i większość krajów środkowoeuropejskich uznały Urbana (Hiszpania zachowała neutralność). Doprowadziło to do walk w samym Państwie Kościelnym, gdzie w bitwie pod Marino w kwietniu 1379, wojska Urbana pokonały armię Klemensa, po czym antypapież musiał uciec do Awinionu. Te wydarzenia zapoczątkowały tzw. wielką schizmę zachodnią.

### Ostatnie lata i śmierć

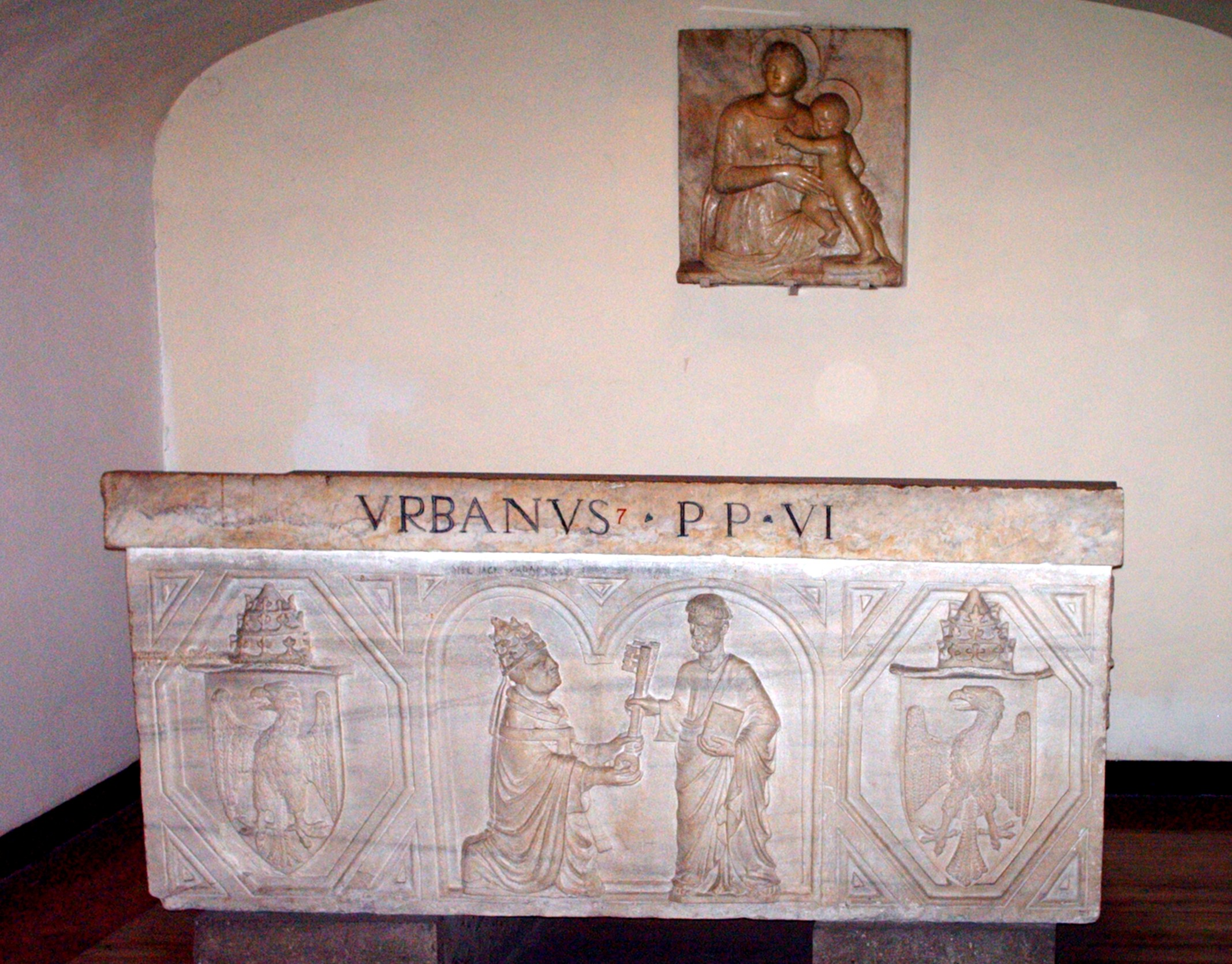
Grób Urbana VI w Grotach Watykańskich

Po wyjeździe Klemensa, walki w Państwie Kościelnym trwały nadal. Papież, za poparcie Klemensa, złożył z tronu i ekskomunikował królową Neapolu Joannę I, a także ingerował w sprawy jej następcy, Karola III. W konsekwencji król Karol w porozumieniu z kilkoma kardynałami, opracował plan ustanowienia rady regencyjnej nad papieżem. Gdy Urban się o tym dowiedział, uwięził sześciu kardynałów, torturował i skazał na śmierć. Został za to oblężony w Nocerze, lecz udało mu się zbiec do Genui, a następnie do Lukki i do Pizy. Po powrocie do Rzymu, był opuszczony przez stronników i zmarł 15 października 1389; możliwe, że na skutek otrucia.
Za pontyfikatu tego papieża, 15 lutego 1386, Władysław II Jagiełło przyjął chrzest oraz rozpoczął chrystianizację Litwy.